# Tadeusz Kościuszko-monumentet i Łódź
Tadeusz Kościuszko-monumentet (polsk Pomnik Tadeusza Kościuszki) ligger på Frihedspladsen i Łódź. Hele monumentet er 17 meter højt og var under opførelse i fire år.
I dag er monumentet et af Łódź’ mest karakteristiske symboler, på samme måde som Sirenen i Warszawa og Adam Mickiewicz-monumentet i Kraków. 

## Historie og form
Den 15. oktober 1917, 100 år efter den berømte nationalhelts død, blev det bestemt, at der skulle rejses et monument over ham. Samtidig fik den tidligere Spacerowa-gade, byens anden repræsentative gade efter Piotrkowska-gaden, det nye navn «Tadeusz Kościuszkos allé». 
Monumentet blev udformet af skulptøren Mieczysław Lubelski. Det forestiller Tadeusz Kościuszko i siddende stilling, støttet af et træ som symboliserer "Retfærdighedstræet". I sin anden hånd holder han et sammenrullet dokument (sandsynligvis Połaniec-proklamationen). Mellem hans ben ligger en ridderrustning og en lille kanon. Den fire meter høje skulptur står på en ottekantet sokkel. Fire tavler er monteret på soklen. De forestiller vigtige hændelser fra nationalheltens liv: Eden på markedspladsen i Kraków, underskrivningen af Połaniec-proklamasjonen samt to basrelieffer af Kościuszko med George Washington og Bartosz Głowacki. 
Den officielle åbning af monumentet den 14. februar 1930 blev en stor begivenhed, som samlede omkring 30 000 af byens indbyggere. 
Under 2. verdenskrig, den 11. november 1939, blev monumentet revet ned af tyske nazister. Det blev først genoprejst i sin oprindelige form i 1960 af den samme Mieczysław Lubelski, men også Antoni Biłas samt Elwira og Jerzy Mazurczyk. Fem bevarede elementer fra de oprindelige basrelieffer er udstillet i Selvstendighedstraditionernes museum ved Gdańska-gaden 13.

51°46′36.39″N 19°27′17.01″Ø / 51.7767750°N 19.4547250°Ø